# Émilie Brisavoine
Émilie Brisavoine est une actrice et réalisatrice française.

## Biographie
Après ses études à l'École Duperré et quelques petits rôles au cinéma, Émilie Brisavoine a réalisé un premier long métrage, Pauline s'arrache, présenté en 2015 au festival de Cannes dans la programmation de l'ACID.

## Filmographie

### Actrice

#### Courts métrages
- 2012 : La Grève des ventres de Lucie Borleteau : une femme qui parle et réfléchit
- 2013 : Peine perdue d'Arthur Harari : Julia
- 2018 : Je vous déclare amour de Frédérique Devillez
- 2022 : L'Attente d'Alice Drouard : Nadia

#### Long métrage
- 2013 : La Bataille de Solférino de Justine Triet : Émilie

### Réalisatrice
- 2015 : Pauline s'arrache
- 2021 : H24 (série télévisée), épisode 17 23H - Nuit rouge
- 2025 : Maman déchire